# جو داماتو
آریستیده ماساچزی (ایتالیایی: Aristide Massaccesi؛ ‏ ۱۵ دسامبر ۱۹۳۶ – ۲۳ ژانویهٔ ۱۹۹۹)، معروف به جو داماتو (ایتالیایی: Joe D'Amato) کارگردان، تهیه‌کننده فیلم، فیلم‌نامه‌نویس، فیلم‌بردار و بازیگر اهل ایتالیا بود که در ژانرهای بسیاری (وسترن، کمدی سکسی سبک ایتالیایی، شمشیر و صندل، جنگی، شمشیربه‌دستان، کمدی، فانتزی، پسا-آخرالزمانی و دلهره‌آور اروتیک) فعالیت کرد اما بیشتر بابت آثارش در زمینهٔ فیلم‌های ترسناک، فیلم‌های اروتیک و فیلم‌های ویژهٔ بزرگسالان شناخته شده است.

## گزیدهٔ فیلم‌شناسی
- شکارچیان آنتیل (۱۹۹۹)
- بازگشت از مرگ (فرانکنشتاین ۲۰۰۰) (۱۹۹۲)
- خزندگان (۱۹۹۱)
- دری به سکوت (۱۹۹۱)
- ترول ۲ (۱۹۹۰)
- در جستجوی شمشیر سترگ (۱۹۹۰)
- ورای تاریکی (۱۹۹۰)
- مسافر بین‌راهی در تاریکی (۱۹۸۹)
- خون در اعماق دریا (۱۹۸۹)
- کافه بلو اینجل (۱۹۸۹)
- گوست‌هاوس (۱۹۸۸)
- پرندگان قاتل (۱۹۸۸)
- اینترزون (۱۹۸۷)
- یازده روز، یازده شب (۱۹۸۷)
- لذت بسیار (۱۹۸۷)
- ترس از صحنه (۱۹۸۷)
- سایه‌های ناآشنا در اتاقی خالی (۱۹۸۶)
- صومعه گناهکاران (۱۹۸۶)
- یک ذهن شهوت‌آلود (۱۹۸۶)
- میل به تماشا (۱۹۸۶)
- لذت (۱۹۸۵)
- گوشه دنج (۱۹۸۵)
- سال ۲۰۲۰ - گلادیاتورهای آینده (۱۹۸۳)
- آتور شکست‌ناپذیر (۱۹۸۲)
- کالیگولا… قصه ناگفته (۱۹۸۲)
- پورنو هولوکاست (۱۹۸۱)
- خون سرخ (۱۹۸۱)
- عشق عجیب‌وغریب پورنو (۱۹۸۰)
- ارگاسم سیاه (۱۹۸۰)
- سکس سیاه (۱۹۸۰)
- شب‌های شهوانی مردگان زنده (۱۹۸۰)
- حس دشوار (۱۹۸۰)
- آدم‌خوار (۱۹۸۰)
- سکس شاپ خیابان هفتم (۱۹۷۹)
- نگاره‌هایی در یک صومعه (۱۹۷۹)
- آن‌سوی تاریکی (۱۹۷۹)
- جان‌سخت (۱۹۷۸)
- پاپایا، الهه عشق آدمخواران (۱۹۷۸)
- نمایش رقص و موسیقی شبانه (۱۹۷۸)
- امانوئل و تجارت برده سفید (۱۹۷۸)
- امانوئل و شب‌های پورنو در جهان، شماره ۲ (۱۹۷۸)
- شب‌های پورنو در سراسر جهان (۱۹۷۷)
- دکتر زنان دوجانبه (۱۹۷۷)
- امانوئل – خشونت علیه زنان چرا؟ (۱۹۷۷)
- امانوئل و آخرین آدم‌خواران (۱۹۷۷)
- امانوئل در آمریکا (۱۹۷۶)
- امانوئل در بانکوک (۱۹۷۶)
- اِوایِ سیاه (۱۹۷۶)
- سوگند پاک‌دامنی (۱۹۷۶)
- انتقام امانوئل (۱۹۷۵)
- یونیفرم‌های قرمز (۱۹۷۵)
- رسوایی در خانواده (۱۹۷۵)
- قهرمانان در جهنم (۱۹۷۴)
- بازگشت سپیددندان (۱۹۷۴)
- مشاور (۱۹۷۳)
- برادر تاتسیو، اهل ولتری (۱۹۷۳)
- مرگ به یک قاتل لبخند می‌زند (۱۹۷۳)
- کانتربری شماره ۲ – داستان‌های عاشقانه جدید سده چهاردهم (۱۹۷۳)
- داستان‌های غیراخلاقی از باکره‌های شهوانی (۱۹۷۳)
- فرانک بدجنس و تونی بی‌مخ (۱۹۷۳)
- شب عروسی شیطان (۱۹۷۳)
- مشت، دزدان دریایی و کاراته (۱۹۷۳)
- به خانواده قربانیان اطلاع داده نخواهد شد (۱۹۷۲)
- بازهم حکایت‌های کانتربری سکسی (۱۹۷۲)
- چه بر سر سولانژ آوردی؟ (۱۹۷۲)
- شب‌های گناه‌آلود پیترو آرتینو (۱۹۷۲)
- بن و چارلی (۱۹۷۲)
- قاتل پشت خط است (۱۹۷۲)
- سرتو بدزد… مرد (۱۹۷۱)
- برای تابوتی پر از دلار (۱۹۷۱)
- جزیره زنان سوئدی (۱۹۶۹)